# Geisleden
Geisleden är en kommun och ort i Landkreis Eichsfeld i förbundslandet Thüringen i Tyskland.
Kommunen ingår i förvaltningsområdet Leinetal tillsammans med kommunerna Bodenrode-Westhausen, Glasehausen, Heuthen, Hohes Kreuz, Reinholterode, Steinbach och Wingerode.